# Henry M. Hoyt

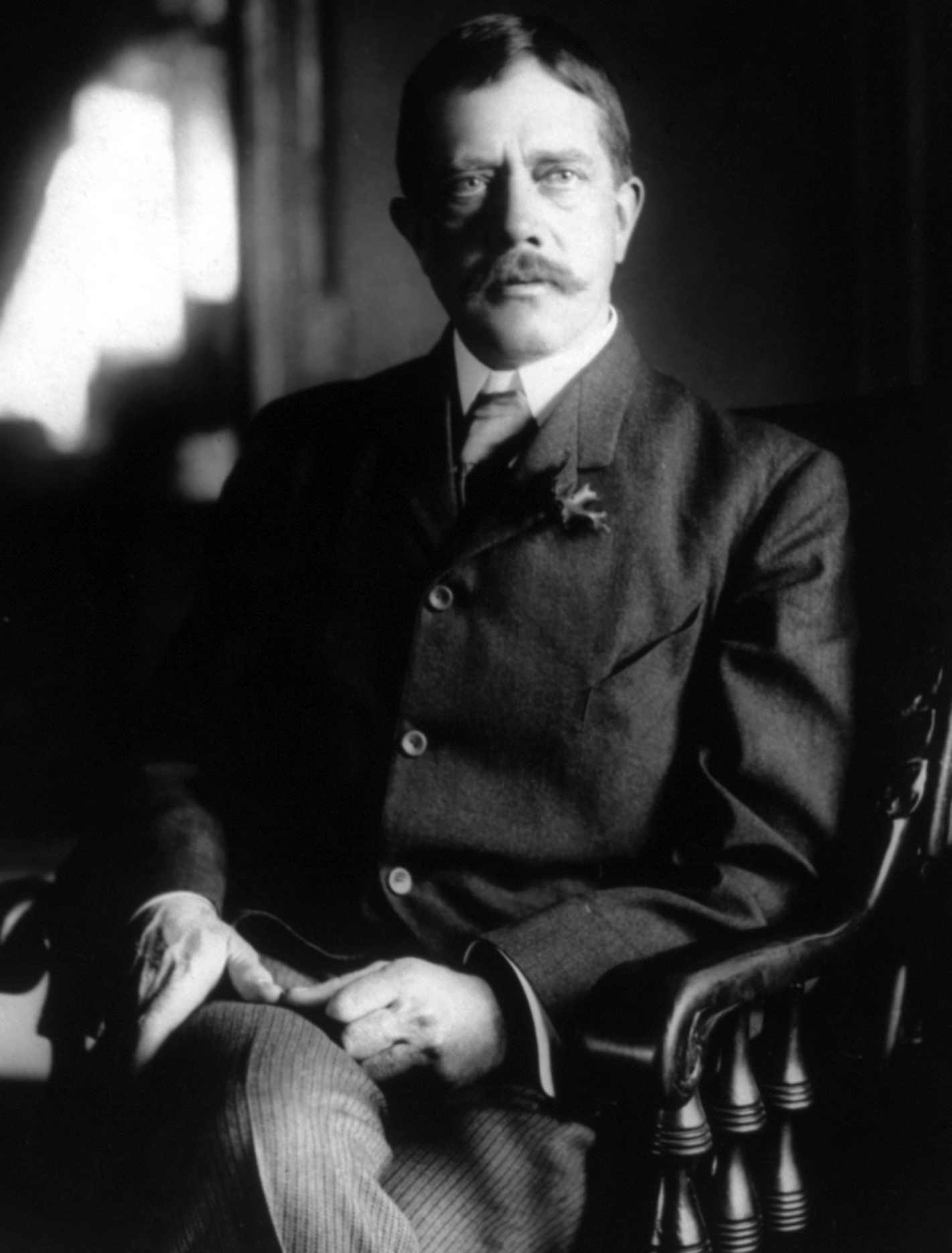
Henry M. Hoyt (1904)

Henry Martyn Hoyt, Jr. (* 5. Dezember 1856 in Wilkes-Barre, Pennsylvania; † 20. November 1910 in Washington, D.C.) war ein US-amerikanischer Jurist und United States Solicitor General.

## Biografie
Hoyt war der Sohn des Anwalts Henry Hoyt, der zwischen 1879 und 1883 Gouverneur von Pennsylvania war.
Er selbst studierte nach dem Schulbesuch an der Yale University und erwarb dort 1878 einen Bachelor of Arts (B.A.). Ein anschließendes Postgraduiertenstudium der Rechtswissenschaften an der Law School der University of Pennsylvania schloss er 1881 ab. Nach seiner Zulassung als Rechtsanwalt im Bundesstaat Pennsylvania war er zunächst als Anwalt tätig, ehe er von 1883 bis 1886 Assistent des Kassierers der US National Bank of New York war. Danach fungierte er zunächst als Schatzmeister (Treasurer) und dann von 1890 bis 1893 als Präsident der Investment Company of Philadelphia. In der Folgezeit war er wieder Rechtsanwalt.
1897 wurde er Mitarbeiter im Justizministerium der Vereinigten Staaten und war bis 1903 Assistent des US Attorney General. Im Februar 1903 ernannte ihn US-Präsident Theodore Roosevelt zum Solicitor General und damit zum dritthöchsten Amtsträger im US-Justizministerium. Diese Funktion bekleidete er bis zum Ende von Roosevelts Amtszeit im März 1909.
Zuletzt war er von März 1909 bis zu seinem Tode im November 1910 Rechtsberater (Counselor) im US-Außenministerium.